# Copa del Rey 2010/11
Die Copa del Rey 2010/11 war die 107. Austragung des spanischen Fußballpokals.
Der Wettbewerb startete am 21. August 2010 und endete mit dem Finale am 20. April 2011 im Estadio Mestalla (Valencia).  Titelverteidiger des Pokalwettbewerbs war der FC Sevilla. Den Titel gewann Real Madrid durch einen 1:0-Erfolg im Finale gegen den FC Barcelona. Für die Madrilenen war es der erste Pokalsieg seit 1993. Da sich beide Finalisten für die Champions League qualifizierten, verfiel der für den Pokalsieger vorgesehene Startplatz für die Europa League 2011/12.

## Teilnehmende Mannschaften
| Primera División die 20 Vereine der Saison 2009/10 | Segunda División 21 Vereine der Saison 2009/101 | Segunda División B 24 Vereine, die in der Saison 2009/10 in den vier Gruppen unter den ersten vier platziert waren und die neun folgenden Mannschaften mit den meisten Punkten2 | Tercera División die 18 Meister der Tercera División 2009/103 |
| FC Barcelona Real Madrid FC Valencia FC Sevilla RCD Mallorca FC Getafe FC Villarreal Athletic Bilbao Atlético Madrid Deportivo La Coruña Espanyol Barcelona CA Osasuna UD Almería Real Saragossa Sporting Gijón Racing Santander FC Málaga Real Valladolid CD Teneriffa Deportivo Xerez | Real Sociedad Hércules Alicante UD Levante Betis Sevilla FC Cartagena FC Elche CD Numancia Recreativo Huelva FC Córdoba Rayo Vallecano Celta Vigo SD Huesca FC Girona Albacete Balompié UD Salamanca UD Las Palmas Gimnàstic de Tarragona FC Cádiz Real Murcia Real Unión CD Castellón | - Gruppe 1 SD Ponferradina SD Eibar FC Palencia FC Pontevedra Deportivo Alavés‡ - Gruppe 2 AD Alcorcón Real Oviedo CD Guadalajara Universidad Las Palmas CD Leganés‡ CD Puertollano‡ - Gruppe 3 UE Sant Andreu FC Ontinyent CD Alcoyano CD Dénia† FC Benidorm‡ FC Orihuela‡ UD Logroñés†‡ - Gruppe 4 FC Granada UD Melilla Real Jaén Polideportivo Ejido AD Ceuta‡ FC Lucena‡ | - Gruppe 1 CCD Cerceda† - Gruppe 2 Caudal Deportivo - Gruppe 3 SD Noja - Gruppe 4 Club Portugalete† - Gruppe 5 CE l’Hospitalet - Gruppe 6 FC Gandía - Gruppe 7 AD Parla† - Gruppe 8 FC Burgos - Gruppe 9 Atlético Mancha Real - Gruppe 10 CD Alcalá - Gruppe 11 Atlético Baleares - Gruppe 12 CD Corralejo - Gruppe 13 FC Jumilla - Gruppe 14 CD Badajoz - Gruppe 15 CD Tudelano - Gruppe 16 SD Oyonesa - Gruppe 17 CD Teruel - Gruppe 18 FC La Roda |

1 FC Villarreal B als B-Mannschaft nicht teilnahmeberechtigt

2 unter Ausschluss von B-Mannschaften

3 wird eine B-Mannschaft Meister, rückt automatisch die bestplatzierte A-Mannschaft der jeweiligen Liga nach

† für eine B-Mannschaft nachgerückt

‡ als Punktbester qualifiziert

## Modus
siehe Hauptartikel Copa del Rey
Das Turnier wird im KO-System ausgespielt. Gespielt wird in den ersten drei Runden nur in einem Spiel – bei Unentschieden wird mit Verlängerung, ggf. Elfmeterschießen eine Entscheidung gesucht. Ab der Runde der letzten 32 werden die Duelle in Hin- und Rückspiel ausgetragen. In der Copa del Rey gelten die gleichen Regeln wie bei UEFA-Wettbewerben (Auswärtstorregel). Das Finale wird in einem Spiel ausgetragen, der Sieger bei Unentschieden durch Verlängerung bzw. Elfmeterschießen gesucht.
Für die Qualifikation zur Copa del Rey ist die Vorsaison, bei den Auslosungen ist die Ligazugehörigkeit der aktuellen Saison maßgeblich.
Nachwuchs- und Reservemannschaften von Vereinen, die auch in der Copa del Rey spielberechtigt sind, sind nicht zugelassen.
Einige Mannschaften sind von bestimmten Runden freigestellt:
- In der ersten Hauptrunde spielen die Mannschaften der Tercera División und der Segunda División B.
- In der zweiten Hauptrunde stoßen die Mannschaften der Segunda División zu den Clubs der Segunda División B und Tercera División hinzu.
- In der dritten Hauptrunde spielen diese Teams die Gegner der Erstligisten aus.
- In der Runde der letzten 32 kommen die Mannschaften der Primera División hinzu.
- In der Copa del Rey wird mit Freilosen in den ersten Runden gearbeitet, um auf eine gerade Anzahl an Teilnehmern zu kommen.

## Erste Hauptrunde
Zur ersten Hauptrunde des Wettbewerbes waren 43 Mannschaften, die in der Saison 2010/11 in der Segunda División B und der Tercera División spielten, qualifiziert. Die Auslosung fand am 23. Juli 2010 wie alle weiteren Auslosungen auch in der Ciudad del Fútbol in Las Rozas de Madrid statt. Es wurden 18 Paarungen ausgelost und sieben Freilose vergeben. Dabei wurden auch die Paarungen für die zweite Hauptrunde bestimmt.
Die Spiele wurden zwischen dem 21. und dem 25. August 2010 ausgetragen.
|                        | Ergebnis        |                      |
| ---------------------- | --------------- | -------------------- |
| FC La Roda             | 1:2             | CD Alcalá            |
| FC Gandía              | 1:2             | UE Sant Andreu       |
| SD Oyonesa             | 0:3             | CD Tudelano          |
| CE l’Hospitalet        | 2:1             | CD Dénia             |
| AD Ceuta               | 4:1             | Atlético Mancha Real |
| Club Portugalete       | 3:2             | SD Noja              |
| Universidad Las Palmas | 1:0 n. V.       | CD Leganés           |
| Caudal Deportivo       | 4:3 n. V.       | FC Palencia          |
| Real Unión             | 1:0             | FC Burgos            |
| FC Pontevedra          | 0:1             | CD Guadalajara       |
| Deportivo Alavés       | 0:1             | UD Logroñés          |
| Real Oviedo            | 1:0 n. V.       | SD Eibar             |
| FC Benidorm            | 0:0 (3:5 i. E.) | FC Orihuela          |
| FC Ontinyent           | 0:2             | CD Castellón         |
| CD Teruel              | 0:0 (5:4 i. E.) | CD Atlético Baleares |
| CD Badajoz             | 4:0             | CD Corralejo         |
| CD Puertollano         | 0:0 (0:3 i. E.) | Real Murcia          |
| AD Parla               | 1:5             | FC Cádiz             |

Freilose: CD Alcoyano, UD Melilla, FC Jumilla, CCD Cerceda, Real Jaén, FC Lucena und Polideportivo Ejido

## Zweite Hauptrunde
In der zweiten Hauptrunde traten die Mannschaften aus der Segunda División dem Wettbewerb bei.
Die Spiele wurden am 1. September 2010 ausgetragen.
|                        | Ergebnis        |                        |
| ---------------------- | --------------- | ---------------------- |
| CD Tudelano            | 0:2             | FC Lucena              |
| Caudal Deportivo       | 0:1 n. V.       | Universidad Las Palmas |
| FC Jumilla             | 0:1 n. V.       | UD Melilla             |
| Real Valladolid        | 5:3             | UD Las Palmas          |
| Gimnàstic de Tarragona | 1:2             | Deportivo Xerez        |
| CD Teruel              | 0:1             | Real Unión             |
| UD Logroñés            | 0:0 (4:3 i. E.) | CCD Cerceda            |
| CD Alcalá              | 1:3 n. V.       | UE Sant Andreu         |
| Real Oviedo            | 2:2 (4:5 i. E.) | Real Murcia            |
| Polideportivo Ejido    | 1:0             | CD Alcoyano            |
| FC Córdoba             | 1:0 n. V.       | CD Numancia            |
| CD Badajoz             | 2:0 n. V.       | Real Jaén              |
| CD Castellón           | 2:3             | Club Portugalete       |
| FC Cádiz               | 3:1             | CE l’Hospitalet        |
| AD Ceuta               | 2:1             | CD Guadalajara         |
| AD Alcorcón            | 3:2 n. V.       | Celta Vigo             |
| Betis Sevilla          | 2:1             | UD Salamanca           |
| FC Elche               | 4:1             | CD Teneriffa           |
| FC Girona              | 1:1 (3:5 i. E.) | SD Huesca              |
| SD Ponferradina        | 1:0             | Recreativo Huelva      |
| Albacete Balompié      | 0:2             | FC Granada             |
| FC Cartagena           | 1:3             | Rayo Vallecano         |

Freilos: FC Orihuela

## Dritte Hauptrunde
Die Auslosung zur dritten Hauptrunde fand am 2. September 2010 statt, dabei erhielt Club Portugalete ein Freilos.
Die Spiele wurden am 8. September 2010 ausgetragen. Die Partie zwischen AD Alcorcón und SD Ponferradina wurde am 15. September 2010 ausgetragen.
|                     | Ergebnis        |                        |
| ------------------- | --------------- | ---------------------- |
| UD Melilla          | 2:2 (6:7 i. E.) | AD Ceuta               |
| CD Badajoz          | 0:2             | UD Logroñés            |
| FC Lucena           | 0:1             | Universidad Las Palmas |
| UE Sant Andreu      | 0:1             | Real Murcia            |
| Polideportivo Ejido | 1:0             | FC Cádiz               |
| Real Unión          | 1:0 n. V.       | FC Orihuela            |
| FC Granada          | 2:2 (4:5 i. E.) | Betis Sevilla          |
| Real Valladolid     | 1:0             | SD Huesca              |
| FC Córdoba          | 2:1             | Rayo Vallecano         |
| FC Elche            | 1:2             | Deportivo Xerez        |
| AD Alcorcón         | 1:1 (3:1 i. E.) | SD Ponferradina        |

Freilos: Club Portugalete

## Runde der letzten 32
In der Runde der letzten 32 stießen zu den elf Siegern aus den Partien der dritten Hauptrunde und Portugalete, welche ein Freilos erhielten, die Teams aus der Primera División.
Die Auslosung fand am 22. September 2010 mit fünf Lostöpfen statt.
| Topf 1 (Segunda División B und Tercera División)                                                        | Topf 2 (Champions League)                       | Topf 3 (Europa League)                  | Spezialtopf 1 (Segunda División)                                     | Spezialtopf 2 (Primera División) |
| --- | ----------------------------------------------- | --------------------------------------- | -------------------------------------------------------------------- | --- |
| Club Portugalete Real Unión Polideportivo Ejido Real Murcia Universidad Las Palmas UD Logroñés AD Ceuta | FC Barcelona Real Madrid FC Valencia FC Sevilla | Atlético Madrid FC Getafe FC Villarreal | Betis Sevilla Real Valladolid FC Córdoba Deportivo Xerez AD Alcorcón | RCD Mallorca1 Athletic Bilbao Deportivo La Coruña Espanyol Barcelona CA Osasuna UD Almería Real Saragossa Sporting Gijón Racing Santander FC Málaga Real Sociedad Hércules Alicante UD Levante |

1RCD Mallorca qualifizierte sich als Tabellenfünfter der Vorsaison für die Europa League, wurde aber aufgrund finanzieller Unregelmäßigkeiten nicht zum Wettbewerb zugelassen.
Zunächst wurde den Mannschaften in Topf 1 ein Gegner aus Topf 2 zugelost, den verbleibenden Mannschaften aus Topf 1 dann ein Gegner aus Topf 3. Danach wurde den Mannschaften aus Spezialtopf 1 ein Gegner aus Spezialtopf 2 zugelost und anschließend wurden die Paarungen aus den übrigen Vereinen der Primera División ermittelt.
Die Hinspiele wurden zwischen dem 26. und 28. Oktober ausgetragen, die Rückspiele am 10. und 11. November 2010. Es galt die Auswärtstorregel.
|                        | Gesamt    |                     | Hinspiel | Rückspiel |
| ---------------------- | --------- | ------------------- | -------- | --------- |
| Real Murcia            | 1:5       | Real Madrid         | 0:0      | 1:5       |
| Real Unión             | 01:10     | FC Sevilla          | 0:4      | 1:6       |
| UD Logroñés            | 1:7       | FC Valencia         | 0:3      | 1:4       |
| AD Ceuta               | 1:7       | FC Barcelona        | 0:2      | 1:5       |
| Polideportivo Ejido    | 1:3       | FC Villarreal       | 1:1      | 0:2       |
| Universidad Las Palmas | 1:6       | Atlético Madrid     | 0:5      | 1:1       |
| Club Portugalete       | (a)1:1(a) | FC Getafe           | 1:1      | 0:0       |
| Real Valladolid        | 1:3       | Espanyol Barcelona  | 0:2      | 1:1       |
| Betis Sevilla          | (a)2:2(a) | Real Saragossa      | 0:1      | 2:1       |
| Deportivo Xerez        | (a)4:4(a) | UD Levante          | 2:3      | 2:1       |
| FC Córdoba             | (a)3:3(a) | Racing Santander    | 2:0      | 1:3 n. V. |
| AD Alcorcón            | 0:3       | Athletic Bilbao     | 0:1      | 0:2       |
| CA Osasuna             | 2:3       | Deportivo La Coruña | 1:1      | 1:2       |
| Real Sociedad          | 3:5       | UD Almería          | 2:3      | 1:2       |
| Hércules Alicante      | 2:3       | FC Málaga           | 0:0      | 2:3       |
| RCD Mallorca           | 5:3       | Sporting Gijón      | 3:1      | 2:2       |

## Achtelfinale
Die Auslosung der Paarungen für das Achtelfinale fand am 18. November 2010 statt. Dabei wurden auch die Paarungen für die weiteren Spielrunden bestimmt.
Die Hinspiele wurden zwischen dem 21. und 23. Dezember 2010 um die Rückspiele zwischen dem 4. und 6. Januar 2011 ausgetragen. Es galt die Auswärtstorregel.
|                 | Gesamt    |                     | Hinspiel | Rückspiel |
| --------------- | --------- | ------------------- | -------- | --------- |
| FC Valencia     | 2:4       | FC Villarreal       | 0:0      | 2:4       |
| FC Barcelona    | (a)1:1(a) | Athletic Bilbao     | 0:0      | 1:1       |
| FC Córdoba      | 2:4       | Deportivo La Coruña | 1:1      | 1:3 n. V. |
| Betis Sevilla   | 4:3       | FC Getafe           | 1:2      | 3:1       |
| UD Almería      | 8:6       | RCD Mallorca        | 4:3      | 4:3       |
| FC Sevilla      | 8:3       | FC Málaga           | 5:3      | 3:0       |
| Real Madrid     | 8:2       | UD Levante          | 8:0      | 0:2       |
| Atlético Madrid | 2:1       | Espanyol Barcelona  | 1:0      | 1:1       |

## Viertelfinale
Die Hinspiele wurden am 12. und 13. Januar 2011, die Rückspiele am 18., 19. und 20. Januar 2011 ausgetragen. Es galt die Auswärtstorregel.
|               | Gesamt |                     | Hinspiel | Rückspiel |
| ------------- | ------ | ------------------- | -------- | --------- |
| UD Almería    | 4:2    | Deportivo La Coruña | 1:0      | 3:2       |
| FC Barcelona  | 6:3    | Betis Sevilla       | 5:0      | 1:3       |
| Real Madrid   | 4:1    | Atlético Madrid     | 3:1      | 1:0       |
| FC Villarreal | 3:6    | FC Sevilla          | 3:3      | 0:3       |

## Halbfinale
Die Hinspiele wurden am 26. Januar 2011, die Rückspiele am 2. Februar 2011 ausgetragen. Es galt die Auswärtstorregel.
|              | Gesamt |             | Hinspiel | Rückspiel |
| ------------ | ------ | ----------- | -------- | --------- |
| FC Sevilla   | 0:3    | Real Madrid | 0:1      | 0:2       |
| FC Barcelona | 8:0    | UD Almería  | 5:0      | 3:0       |

## Finale
Das Finale wurde am 20. April 2011 ausgetragen. Mit dem Estadio Mestalla in Valencia wurde ein neutraler Austragungsort gewählt. Es war das neunte Finale, welches im Mestalla stattfand. In dem als Clásico bekannten Duell trafen die beiden Dauerrivalen Real Madrid und FC Barcelona zum insgesamt sechsten Mal im Finale der Copa aufeinander. Bereits in den Jahren 1936 und 1990 hatten die beiden Klubs an diesem Ort das Pokalfinale ausgespielt. Am Wochenende vor dem Pokalendspiel hatten sich die beiden Mannschaften in der Rückrunde der Primera División im Estadio Santiago Bernabéu 1:1 unentschieden getrennt.
Nach dem Sieg feierten die Spieler von Real Madrid ihren Erfolg mit einem Triumphzug durch die spanische Hauptstadt auf einem offenen Doppeldeckerbus. Dabei entglitt Sergio Ramos die Trophäe, sodass diese auf der Straße landete und vom Bus überrollt wurde. Als Ersatz für die beschädigte Trophäe erhielt Real Madrid anschließend eine Nachbildung des Pokals.
| Real Madrid                                   | Real Madrid | FC Barcelona | FC Barcelona | Aufstellung                                |
| --------------------------------------------- | --- | --- | ------------ | ------------------------------------------ |
| Real Madrid                                   | \| 20. April 2011 in Valencia (Estadio Mestalla) \| \| Ergebnis: 1:0 n. V. \| \| Zuschauer: 55.000 (ausverkauft) \| \| Schiedsrichter: Alberto Undiano Mallenco \| | \| 20. April 2011 in Valencia (Estadio Mestalla) \| \| Ergebnis: 1:0 n. V. \| \| Zuschauer: 55.000 (ausverkauft) \| \| Schiedsrichter: Alberto Undiano Mallenco \|                                                         | FC Barcelona | Aufstellung Real Madrid gegen FC Barcelona |
| Real Madrid                                   | Iker Casillas – Álvaro Arbeloa, Sergio Ramos, Ricardo Carvalho (120. Ezequiel Garay), Marcelo – Sami Khedira (104. Esteban Granero), Pepe, Xabi Alonso – Ángel Di María, Cristiano Ronaldo, Mesut Özil (70. Emmanuel Adebayor) Cheftrainer: José Mourinho ( Portugal) | José Manuel Pinto – Dani Alves, Javier Mascherano, Gerard Piqué, Adriano – Xavi , Sergio Busquets (108. Seydou Keita), Andrés Iniesta – Pedro, Lionel Messi, David Villa (106. Ibrahim Afellay) Cheftrainer: Pep Guardiola | FC Barcelona | Aufstellung Real Madrid gegen FC Barcelona |
| Real Madrid                                   | 1:0 Cristiano Ronaldo (103.) | | FC Barcelona | Aufstellung Real Madrid gegen FC Barcelona |
| Real Madrid                                   | Pepe (26.), Alonso (60.), Adebayor (73.), Di María (86.) | Pedro (34.), Messi (65.), Adriano (117.) | FC Barcelona | Aufstellung Real Madrid gegen FC Barcelona |
| Real Madrid                                   | Di María (120.) | | FC Barcelona | Aufstellung Real Madrid gegen FC Barcelona |
| 20. April 2011 in Valencia (Estadio Mestalla) | | |              |                                            |
| Ergebnis: 1:0 n. V.                           | | |              |                                            |
| Zuschauer: 55.000 (ausverkauft)               | | |              |                                            |
| Schiedsrichter: Alberto Undiano Mallenco      | | |              |                                            |

## Siegermannschaft
(in Klammern sind die Spiele und Tore angegeben)
| 1.                     | Real Madrid |
| Wappen von Real Madrid | - Tor: Iker Casillas (8/-), Antonio Adán (1/-) - Abwehr: Raúl Albiol (6/-), Álvaro Arbeloa (8/-), Ricardo Carvalho (6/-), Ezequiel Garay (2/-), Marcelo (6/-), David Mateos (1/-), Pepe (4/-), Sergio Ramos (7/1) - Mittelfeld: Xabi Alonso (7/1), Sergio Canales (3/-), Mahamadou Diarra (3/-) (seit 2011 bei AS Monaco), Fernando Gago (3/-), Esteban Granero (8/1), Kaká (3/-), Sami Khedira (7/-), Lass (3/-), Pedro León (4/1), Mesut Özil (8/3) - Sturm: Emmanuel Adebayor (2/1), Karim Benzema (7/5), Gonzalo Higuaín (2/1), Juanfran (1/-), Ángel Di María (8/2), Álvaro Morata (1/-), Cristiano Ronaldo (8/7) - Trainer: José Mourinho |

## Torschützen
| \| Pl. \| Nat. \| Spieler \| Verein \| Tore \| \| --- \| ----------- \| ------------------ \| ------------------- \| ---- \| \| 1 \| Portugal \| Cristiano Ronaldo \| Real Madrid \| 7 \| \| 1 \| Argentinien \| Lionel Messi \| FC Barcelona \| 7 \| \| 3 \| Argentinien \| Leonardo Ulloa \| UD Almería \| 6 \| \| 4 \| Frankreich \| Karim Benzema \| Real Madrid \| 5 \| \| 4 \| Spanien \| Rubén Castro \| Betis Sevilla \| 5 \| \| 4 \| Spanien \| Álvaro Negredo \| FC Sevilla \| 5 \| \| 7 \| Argentinien \| Fernando Cavenaghi \| RCD Mallorca \| 4 \| \| 7 \| Spanien \| Adrián López \| Deportivo La Coruña \| 4 \| \| 7 \| Spanien \| Jorge Molina \| Betis Sevilla \| 4 \| \| 7 \| Spanien \| Pedro \| FC Barcelona \| 4 \| |             |                    |                     |      |
| Pl. | Nat.        | Spieler            | Verein              | Tore |
| 1 | Portugal    | Cristiano Ronaldo  | Real Madrid         | 7    |
| 1 | Argentinien | Lionel Messi       | FC Barcelona        | 7    |
| 3 | Argentinien | Leonardo Ulloa     | UD Almería          | 6    |
| 4 | Frankreich  | Karim Benzema      | Real Madrid         | 5    |
| 4 | Spanien     | Rubén Castro       | Betis Sevilla       | 5    |
| 4 | Spanien     | Álvaro Negredo     | FC Sevilla          | 5    |
| 7 | Argentinien | Fernando Cavenaghi | RCD Mallorca        | 4    |
| 7 | Spanien     | Adrián López       | Deportivo La Coruña | 4    |
| 7 | Spanien     | Jorge Molina       | Betis Sevilla       | 4    |
| 7 | Spanien     | Pedro              | FC Barcelona        | 4    |